# Gorman Bechard
Gorman Bechard (nacido el 15 de marzo de 1959) es un director de cine, guionista y novelista estadounidense mejor conocido por sus largometrajes independientes Psychos in Love, Friends (With Benefits) y You Are Alone; sus cuatro documentales de rock Color Me Obsessed, What Did You Expect?, The Archers of Loaf Live at Cat's Cradle, Every Everything: The Music, Life & Times of Grant Hart y Who Is Lydia Loveless?; su documental sobre bienestar animal A Dog Named Gucci; y su primera novela The Second Greatest Story Ever Told.

## Primeros años
Bechard nació en Waterbury, Connecticut, de Gorman "Gary" E. Bechard Jr., un empresario de bares y restaurantes, y Lucille Claire Bechard. Lucille murió cuando Bechard tenía 10 años, por lo que él y su hermana Deborah fueron criados por sus abuelos, William y Claire Roberts. También tiene dos medio hermanos, Thomas y Sean.
Bechard se graduó de Escuela secundaria Holy Cross en Waterbury. Mientras estaba en la escuela secundaria, Bechard se interesó en la escritura después de leer Breakfast of Champions de Kurt Vonnegut y In Watermelon Sugar de Richard Brautigan. Asistió a la Western Connecticut State University, donde estudió periodismo.

## Carrera
Bechard trabajó como crítico musical para el periódico Waterbury Republican &amp; American y fundó un fanzine musical local llamado Imagine.
En 1981, Bechard tomó un curso sobre el director Alfred Hitchcock en la New School for Social Research de la ciudad de Nueva York y poco después se encontró estudiando producción cinematográfica de 16 mm y tomando cursos no acreditados a tiempo parcial allí.

## Primeras películas

### Disconnected
En 1983, Bechard rodó su primer largometraje, Disconnected, mientras aún estudiaba cine en la ciudad de Nueva York. Realizada con un presupuesto de 40.000 dólares y filmada en su natal Waterbury, fue una versión espeluznante del movimiento de terror de esa época. Vinegar Syndrome lanzó una versión restaurada de la película en Blu-ray el 24 de noviembre de 2017. Su primer documental perdido hace mucho tiempo, Twenty Questions, se incluyó como extra en el lanzamiento en Blu-ray.

### Psychos in Love
La siguiente película de Bechard, Psychos in Love de 1986, fue una comedia de terror que ha sido llamada "el primer Scream". Concebida como una película de terror al estilo de Woody Allen, Monty Python y los Hermanos Marx, la película de Bechard se presentó a medianoche en el famoso Bleecker Street Cinema en Greenwich Village antes de ser lanzada en video por Empire Pictures. En HorrorNews. Net, Todd Martin escribió: "Es violenta y sangrienta, a la vez que dulce y divertida al mismo tiempo, y después de que todo estuvo dicho y hecho, terminé interesándome mucho más de lo que jamás pensé". Una versión restaurada de Psychos in Love fue lanzada en Blu-Ray por Vinegar Syndrome el 26 de septiembre de 2017. En Letterboxd, Mondo Cinema escribió: "Este es el mejor momento que he pasado viendo una película de terror".
Bechard firmó un contrato para cuatro películas con Empire Pictures que estuvo plagado de conflictos. Empire cerró y Bechard, cansado, cambió su carrera hacia la escritura de novelas y guiones.

## Novelas

### The Second Greatest Story Ever Told
La primera novela de Bechard, The Second Greatest Story Ever Told, fue publicada por Citadel Underground en 1991 y Los Angeles Times la calificó como "un libro muy, muy divertido". Cuenta la historia de Dios enviando a su peculiar hija adolescente a salvar el mundo. El libro ha sido elegido por Hollywood en numerosas ocasiones y ha contado con muchas actrices principales para interpretar el papel, incluida Winona Ryder, quien en la edición más candente de la revista Rolling Stone proclamó que su próximo papel era interpretar a la mujer Jesús, y más recientemente, Rooney Mara, a quien se puede ver en la portada de la edición de bolsillo de la novela.

### The Hazmat Diary
En 1993, mucho antes de la disponibilidad generalizada de Internet de banda ancha, produjo una novela web multimedia llamada The Hazmat Diary, que incluía imágenes, videoclips y música programada en Flash. El sitio finalmente fue cerrado en 2007 y la historia se publicó en formato de bolsillo en 2010.

### Balls
Su siguiente novela Balls fue publicada por Penguin Books en 1995. Cuenta la historia ficticia de la primera mujer en jugar béisbol de grandes ligas. 20th Century Fox adquirió los derechos del libro, pero finalmente nunca se adaptó a película.

### Good Neighbors
Luego vino Good Neighbors, publicada por Carroll &amp; Graf en 1998, de la cual Publishers Weekly dijo: "En su primer misterio, el novelista Bechard captura hábilmente el entorno del barrio de clase trabajadora de la historia", y agregó "el oído de Bechard para la comedia negra y su ojo para los matices sociales". son los puntos fuertes de este libro."

### Ninth Square
De Ninth Square (Forge, 2003), Publishers Weekly dijo que "el nivel de suspenso permanece alto hasta el final, cuando Shute, suspendido de la fuerza, se siente atraído por una mujer policía pero enredado con una de las prostitutas simpáticas y creíbles que encuentra en la industria de las chichas de compañía, se esfuerza por encontrar todas las respuestas."

### Unwound
Unwound, escrito bajo el seudónimo de Jonathan Baine fue publicada por Onyx en 2007.

## Películas narrativas recientes

### The Kiss
En 2002, Bechard volvió al cine con The Kiss, protagonizada por Terence Stamp y Eliza Dushku. Pero una vez más el proceso le hizo preguntarse si la dirección era una carrera que quería seguir.

### You Are Alone
En 2005, Bechard decidió intentar una última vez en el cine. Haría una película de micropresupuesto donde todo el control estuviera en sus manos. La película You Are Alone, un drama oscuro que explora hasta dónde llegarían algunas personas para sentirse menos solas, se presentó en numerosos festivales de cine y ganó muchos premios antes de ser lanzada en DVD. En Letterboxd, Keith Dwyer escribió: "You Are Alone tiene uno de los mejores guiones que he encontrado. Su diálogo es tan visceral y realmente me atrapó por dentro. Es una conversación que dura una hora y media y es una mirada analítica a cómo lidiamos con las partes de nosotros mismos que nos disgustan o tememos confrontar. Hay secuencias de flashback que se intercalan dentro de las secuencias de conversación principales para proporcionar contexto a los personajes y se desarrollan como si fueran recuerdos con la simplicidad pero eficacia con la que están editadas. Es difícil decir si tendrá el mismo impacto para todos que para mí, pero me ha dejado anonadado".

### Friends (with benefits)
La siguiente película independiente de Bechard fue Friends (With Benefits) de 2009. La película también se presentó en muchos festivales de cine y fue distribuida por Cinetic Media. En Letterboxd, Monsieur Flynn escribió: "Tiene el corazón, el realismo no apto para menores de 13 años en la desnudez, la banda sonora para dar valor adicional, la sensación humana real de las relaciones defectuosas, las amistades y el miedo al siguiente paso, y aporta gracia a la mesa sin las incómodas tomas de Hollywood. Es simplemente un viaje agradable a un terreno que nunca te sorprende, pero que aún así es tan sincero y verdadero que es fácil perderse en él".

### Broken Side of Time
Su última película narrativa, <i>Broken Side of Time</i> de 2013, se estrenó en el VisionFest de la ciudad de Nueva York en junio de 2013 y ganó el premio Audience Choice Award a la mejor película narrativa en CineKink 2014. Fue lanzada en DVD y medios de streaming en mayo de 2014. En Blurt, Danny Phillips escribió: "Ver cómo Dolce se desliza hacia el abismo es algo así como ver un automóvil varado en las vías mientras un tren avanza hacia él. Tienes muchas ganas de ayudar, de gritar '¡Apártate del camino!' pero en el fondo queremos ver qué pasa después. Broken Side of Time es una mirada a un viaje y un destino, un vistazo a lo que sucede cuando te entregas por completo a algo y eres usado, y a cambio te dejan a un lado. Dolce es la personificación de un choque de trenes y no podía dejar de mirarlo."

## Documentales

### Color Me Obsessed, a film about The Replacements
Color Me Obsessed, el primer documental de Bechard trata sobre la legendaria banda de indie rock de los 80, The Replacements. Llamada "la versión rock de Rashomon" por Village Voice, y uno de "los siete mejores documentales de música nueva del año" por Rolling Stone, la película ha estado presente en el circuito de festivales de cine y cine artístico desde su estreno en marzo de 2011. Fue lanzada en DVD en noviembre de 2012. Aunque la película "no tiene ni un solo segundo de su música, no tiene entrevistas con los miembros sobrevivientes de la banda y solo muestra brevemente algunas fotos de la banda al final, Color Me Obsessed: A Film About the Replacements logra ser uno de las mejores documentales sobre cualquier tema que haya visto este año".

### What Did You Expect? the Archers of Loaf love at Cat's Cradle
La película de Bechard What Did You Expect? es un documental de concierto que captura a Archers of Loaf en su reciente gira de reunión. La película tuvo su estreno mundial en el Festival NXNE de Toronto en junio de 2012 y se lanzó en DVD en noviembre de 2012. En 2015, la banda lanzó el álbum doble Curse of the Loaf, que es el audio del concierto producido por Brian Paulson del documental de Bechard. El paquete de lujo también incluía una copia de la película.

### Every Everything: the music, life & times of Grant Hart
Every Everything: The Music, Life &amp; Times of Grant Hart es un documental sobre Grant Hart de la legendaria banda de indie rock de los 80 Hüsker Dü, estrenado en Londres en el Raindance Film Festival y en la ciudad de Nueva York. en el Festival CBGB en octubre de 2013, y fue la película de la noche de apertura del Festival de Música y Cine Sound Unseen en Minneapolis/St. Pablo en noviembre. En Tiny Mix Tapes, Paul Bower escribió: "Grant Hart es raro porque entiende lo importante que era para el rock & roll y al mismo tiempo no entiende a qué se debe todo este alboroto. Si bien es un cliché incluso mencionarlo, definitivamente tiene una cualidad de Minnesota Nice con respecto a discutir lo que ha hecho con su carrera artística y cuánto podría haber influido lo que ha hecho en el mundo de la música occidental moderna. Partes de Every Everything son frustrantes, pero son frustrantes porque el tema de la película en sí es esencialmente frustrante. Bechard ha hecho algo raro en la realización de documentales. Ha permitido que su tema dicte el tono de la película. Como audiencia, estamos mejor gracias a eso". Mientras estaba en PopShifter, Chelsea Spear dijo: "A lo largo de Every Everything, Bechard pinta un retrato muy humano de Grant Hart, quien se muestra consciente de sí mismo y con los ojos claros después de una serie de reveses y malas decisiones. En última instancia, la película podría ilustrar otra perogrullada: 'vivir bien es la mejor venganza'". En Letterboxd, Larry Yoshida escribe: "Ésta es la película que quiero obligar a ver a todos esos punks de los centros comerciales y a los hipsters de "Soy tan alternativo."

### A Dog Named Gucci
En 2015 Bechard dirigió y coprodujo junto a su esposa Kristine Bechard el largometraje A Dog Named Gucci, un documental sobre el maltrato animal y las leyes relativas a dicho maltrato en los Estados Unidos, La historia de Gucci está ambientada en Mobile., Alabama, donde "algunos matones locales se enojaron con una niña de 15 años que se fugó porque no les haría favores sexuales. Así que le prendieron fuego a su perro de 10 semanas. Un profesor de la misma ciudad Street, Doug James, vio las llamas y salvó al perro, Gucci, apagándolas. Luego acogió al perro y lo cuidó hasta que recuperó la salud con la ayuda de un veterinario. Los matones fueron atrapados, pero el cabecilla recibió una sentencia de prisión de sólo seis meses. James estaba tan indignado que luchó para que se aprobara una ley estatal para convertir tal delito en un delito grave. Seis años después, lo logró". La película tuvo su estreno mundial en el Festival de Cine Documental Big Sky en febrero de 2015. La película fue lanzada en DVD por MVD Entertainment en abril de 2016. La canción de los créditos finales de la película, "One Voice", presenta los talentos de Norah Jones, Aimee Mann, Susanna Hoffs, Lydia Loveless, Neko Case, Kathryn Calder y Brian May. El sencillo fue lanzado el Record Store Day, el 16 de abril de 2016, y las ganancias se destinaron a organizaciones benéficas para animales.

### Who is Lydia Loveless?
Bechard completó un documental sobre la cantautora Lydia Loveless llamado Who Is Lydia Loveless?, en el que documenta la realización del álbum Real (2016) de Loveless, además de seguirla en la carretera y analizar cómo es la vida para una banda de su nivel en la industria musical. "También quería ver cosas que normalmente no vemos mucho. ¿Cuáles son las finanzas de una banda como esta? ¿A dónde va el dinero? ¿Quién recibe el dinero? ¿Spotify es bueno? ¿Es Spotify malo? ¿Cómo funciona la piratería? ¿Te afecta? ¿Qué pasa con los fanes? Realmente quería entrar en todo eso para una banda que puede agotar las entradas para lugares y bares de 200 o 250 asientos pero que todavía viaja en una vieja camioneta Ford. Una buena noche es cuando tienen un par de habitaciones de hotel. Nadie está ganando dinero, por así decirlo. Entonces, ¿qué pasa en ese momento en el que tienes un éxito y una aclamación de la crítica sorprendentes pero aún no has llegado a ese punto? En octubre de 2015, Bechard y su equipo filmaron un concierto en vivo de Lydia Loveless en Skully's en su ciudad natal de Columbus para el documental. La película tuvo su estreno mundial en el Festival Internacional de Cine y Video de Columbus el 7 de abril de 2016. El documental fue lanzado en DVD y streaming el 24 de noviembre de 2017. Modern Vinyl dijo sobre la película: "Filmada con Loveless y su banda mientras estaba de gira y grabando su álbum Real, la película analiza detenidamente lo que es ser músico en estos tiempos modernos. Aborda en particular los aspectos financieros de tocar rock 'n' roll en una era de Spotify y YouTube, y lo que eso significa para los resultados de alguien. Who Is Lydia Loveless? es el tipo de documental que se adentra en los porqués de la música, al mismo tiempo que agrega una interpretación bastante excelente. Imágenes, filmadas durante la gira y en un espectacular show en Skully's en Columbus, Ohio. Es sincero y honesto, contado en las palabras de aquellos involucrados en darle vida a la música brutalmente honesta de Loveless. Mientras la gente del sello y los productores hablan, no hay discusiones con fanes o familiares: esta es una película sobre la música".

### What it Takes: film en douze tableaux
Bechard también reveló durante una entrevista de iCRVradio el 2 de mayo de 2017 con Robin Andreoli que había comenzado a trabajar en un documental de rock sobre la banda de country alternativo de Carolina del Norte Sarah Shook and the Disarmers llamado What It Takes: film en douze tableaux. La película, editada al estilo de la película de Jean-Luc Godard de la que toma la mitad de su nombre, tuvo su estreno mundial en el Festival de Cine Independiente de Boston en abril de 2018. La película también entró en el Salón de la Fama del Rock and Roll en agosto de ese mismo año, y fue lanzada en DVD el 9 de noviembre de 2018. Como dice el blog de música If It's Too Loud: "Lo que hace que los documentales de Gorman Bechard realmente funcionen para mí es que toma estos conceptos cinematográficos de alto nivel y los utiliza para documentales cinematográficos. Los documentales cinematográficos suelen ser publicados por una compañía discográfica como una forma de para sacar provecho de un artista y son poco más que piezas tontas, o se centran en el drama dentro de una banda. What it Takes: film en douze tableaux no hace nada de eso. Si bien Bechard es un obvio admirador de su tema, Los muestra tal como están y no intenta mostrarlos pasados por alto o exagerados".

### Twenty Questions
También se anunció que un primer documental de Bechard, que se creía perdido hace mucho tiempo, llamado Twenty Questions, tendría su estreno mundial en el Festival de Cine Documental de New Haven en junio de 2017. En la película de 60 minutos filmada originalmente en 1987 y nunca proyectada públicamente, veinte personas, de todos los ámbitos de la vida, están encerradas solas en una habitación con la longitud de un rollo de película de 16 mm de 400 pies (11 minutos). A cada uno se le da el mismo conjunto de veinte preguntas, que pueden responder al azar... si no están completamente distraídos por su entorno. La película es un extra destacado en el lanzamiento en Blu-ray de su primer largometraje, Disconnected.

### Pizza, A Love Story
Dirigida por Bechard y coproducida con su colaborador musical Dean Falcone y el historiador de New Haven Colin M. Caplan, la historia de amor de la santa trinidad de pizzerías de New Haven, Pepe's, Sally's y Modern, tuvo su estreno mundial en IFFBoston. en abril de 2019. Se proyectó en varios festivales de cine, incluido el Festival Internacional de Cine de Greenwich, NHdocs: el Festival de Cine Documental de New Haven, el Festival de Cine Sidewalk, el Festival de Cine de Woods Hole y el Festival de Cine Documental de Hot Springs en 2019. La película fue lanzada en DVD y pago por evento el 29 de septiembre de 2020. Al reseñar la película, Deborah Brown de The Swellesley Report la llamó "Una película importante de genio asombroso que necesitaba hacerse". Mientras estaba en Letterboxd, Michael Viers escribe: "Lo que fácilmente podría haber sido un grupo de personas cuidando la pizza se convirtió en un documental muy extraño y divertido lleno de nerds de la pizza".

### Seniors A Dogumentary
En mayo de 2017, Bechard también lanzó un Kickstarter para un nuevo documental sobre animales, este llamado Seniors A Dogumentary, que celebra el cerebro, la energía y el descaro de algunos de los perros mayores más geniales de este planeta y las personas que los aman. La película se estrenó el 5 de marzo de 2020 en el Teatro Belcourt de Nashville. La película "es un documental de Gorman Bechard con tres historias entrelazadas que incluyen Old Friends Senior Dog Sanctuary, que cuida a unos 90 perros mayores en el lugar y a unos 300 más colocados en hogares de acogida" y también destaca al difunto Chaser, el Border Collie., conocido como el perro más inteligente del mundo, y Jane Sobel Klonsky, cuyo trabajo ha incluido capturar el vínculo entre los perros ancianos y sus dueños." Lanzada en DVD y pago por evento el 29 de septiembre de 2020, la película recibió excelentes críticas. Robin en Reeling Reviews escribe: "El guionista, director y participante del documental Gorman Bechard hace justo lo que esperaba cuando comencé a mirar "ancianos”. Toma un tema que, en apariencia, podría desanimar a los espectadores potenciales. Un documental sobre perros viejos y sus últimos días debería ser un fastidio, pero no aquí. Aquí tenemos una historia de vida real sobre el amor, la dignidad y la calidad de vida de nuestros viejos amigos caninos." Mientras Pam Powell en The Daily Journal dice: "Ver esta película cambiará tu forma de ver a los perros, y tal vez incluso a tu propio amigo, gracias a la aguda perspectiva de Bechard que le dio vida a esta película." y agrega: "Sí, necesitarás uno o dos pañuelos, pero prepárate para muchas más sonrisas involuntarias que van de oreja a oreja".

### The Matchbox Man
Dirigido por Bechard, y su primer cortometraje en décadas, cuenta la historia de Charlie Mack, quien tiene una de las principales colecciones del mundo de autos Matchbox, más de 42.000, en exhibición en su casa. La película se estrenó en DVD y streaming el 18 de enero de 2022.

### Where are you, Jay Bennett?
Codirigido por Bechard y Fred Uhter, este documental musical "profundiza en la vida y carrera de Jay Bennett. El músico extremadamente talentoso fue un miembro crucial de Wilco durante los años de formación de la banda. Jeff Tweedy, el mago del estudio, lo abandonó sin ceremonias. y el guitarrista seguiría una carrera en solitario antes de sucumbir a una sobredosis accidental de fentanilo a la edad de 45 años." La película tuvo su estreno mundial en Chicago en noviembre de 2021, luego se lanzó en Blu-ray y PPV el 19 de abril de 2022 y, como parte del Record Store Day, se lanzó con ediciones en vinilo de Los dos últimos álbumes de Bennett, "Whatever Happened I Apologize" y "Kicking at the Perfumed Air" el 23 de abril de 2022, "la nueva película hace un trabajo maravilloso al capturar la extravagancia, la inventiva y la brillantez de alguien que nunca conoció a un instrumento que no podía tocar. Bennett describió una vez haber escuchado los espacios abiertos de las canciones y los agujeros que se convirtieron en su paisaje sonoro. Estaban en el centro de la notable serie de álbumes de Wilco Being There, Summerteeth y Yankee Hotel Foxtrot. La película fue iniciada originalmente por Uhter, quien le pidió a Bechard que se hiciera cargo del proyecto cuando se estancó. Se analiza detenidamente los años de Bennett en Wilco y su trato en la película I Am Trying To Break Your Heart, que muchos consideran injusto. "La reputación de Jay Bennett nunca se recuperó del todo de los golpes que sufrió en el documental de Sam Jones I Am Trying To Break Your Heart: A Film About Wilco, sobre la compleja y prolongada gestación de Yankee Hotel Foxtrot de 2002, con detalles a menudo dolorosos, retrató a una banda lentamente separandose, con los principales compositores Bennett y Jeff Tweedy como fuerzas gemelas opuestas. Lo que implica que Bennett era una figura testaruda e intratable responsable de la mayor parte de la discordia. Fue despedido tan pronto como se terminó el álbum. Los cineastas Gorman Bechard y Fred Quieres restablecer el equilibrio en Where are you, Jay Bennett? La película pintó una imagen equilibrada de la relación entre Bennett y Tweedy. "Resultó que en ese momento eran dos egos, alimentados por muchos demonios. Y simplemente ya no funcionaba", explicó Bechard. "Ambos son increíblemente talentosos. Ambos tenían egos. Creo que ambos vieron tal vez diferentes caminos para la banda. Y al final fue la banda de Jeff, así que él va a ganar eso, y con razón. Había otros problemas, ya sea alcohol o drogas. Ya sabes, fue un poco de todo. Personalmente, desearía que hubieran permanecido juntos porque creo que podrían haberse convertido literalmente en los próximos Lennon y McCartney o los próximos Jagger/Richards".

### Old Friends, A Dogumentary
En mayo de 2021, se lanzó una campaña en Indiegogo para Old Friends, A Dogumentary, una continuación de su trabajo en su documental <i id="mwAYI">Seniors A Dogumentary</i>. La película tuvo su estreno mundial en el histórico Franklin Theatre en Franklin, Tennessee, el 27 de abril de 2022. La película cuenta los 10 años de historia del Old Friends Senior Dog Sanctuary, desde sus humildes comienzos como un rescate en el patio trasero hasta convertirse en el centro de cuidado de perros mayores más importante del planeta. El documental, coproducido con Sophia Rokas, marca la primera vez que Bechard cede el mando de la edición cinematográfica a otra persona, su protegida Sydni Frisch. La película fue estrenada en DVD y streaming en diciembre de 2022.

### Documentales en producción
En julio de 2015, una campaña de Seed&amp;Spark para un nuevo documental fue lanzada, Normal Valid Lives, una cinta sobre el caso de acoso en la escuela de Anoka-Hennepin.
En el verano de 2019, Bechard y el productor Bill Kraus lanzaron una campaña en Kickstarter para FACTORY, un nuevo largometraje documental sobre las variadas y locas vidas de la fábrica de New Haven Clock Company. Partes del documental se presentaron en una vista previa en una exhibición en el Museo y Sociedad Histórica de New Haven en febrero de 2020.
En mayo de 2022, Bechard lanzó una campaña en Kickstarter para un documental sobre el infame Powder Ridge Rock Festival, titulado Powder Ridge: sex, drugs, no rock & roll.

## Videos musicales
En julio de 2016, dos vídeos musicales dirigidos por Bechard se estrenaron en la revista Rolling Stone. El primero fue "Heal Me" del álbum Sidelong de los músicos de Carolina del Norte Sarah Shook and the Disarmers. Unos días después, se lanzó "Longer", del cuarto álbum de Lydia Loveless, Real. También es el primer vídeo musical oficial de Loveless. Y el 19 de agosto, se lanzó el segundo video musical de Real dirigido por Bechard para la canción "Clumps". Noisey, la división de música de la revista Vice, lo llamó "simple y hermoso".
En mayo de 2017, se lanzaron seguidos otros dos vídeos musicales dirigidos por Bechard. El primero, que fue estrenado por Difusor.fm, fue para "(I Just Died) Like an Aviator" de Matthew Ryan, que contó con un grupo de chicas adolescentes sincronizando los labios y rockeando la canción. El vídeo estaba protagonizado por Chloe Barczak como cantante, Carina Begley como guitarrista, Chloe Lang como bajista y Erica Gonsiewski como baterista. Al darse cuenta de que tener adolescentes reales detrás de escena y frente a la cámara solo podía ayudar a la autenticidad, Bechard contrató a las pasantes Charlotte Beatty, de 17 años, e Isabella Germano, de 15, para coproducir el video. La revista American Songwriter escribió: "una banda de chicas juguetona interpreta el papel de Ryan y compañía, rockeando en los confines de un sótano lúgubre, y el resultado es extrañamente efectivo. La canción adquiere una intensidad adicional como la de una adolescente carismática. El cantante pronuncia líneas como "Estoy sirviendo una bebida/ Y fumando un cigarrillo/ Nuestras entrañas nacen en esa trinchera ardiente/ Entre el dolor y la esperanza" con el tono ronco y arrastrado del cigarrillo de un hombre de mediana edad.
El otro vídeo musical de "Nothin' Feels Right But Doin' Wrong" de Sarah Shook and the Disarmers fue estrenado por Fader, para el relanzamiento de Bloodshot Records del álbum debut de la banda, "Sidelong".
2018 trajo dos nuevos videos musicales dirigidos por Bechard: "The Bottle Never Lets Me Down" de Sarah Shook and the Disarmers fue estrenado por Rolling Stone, para el lanzamiento de Bloodshot Records del segundo álbum de la banda, "Years", y American Songwriter estrenaron el vídeo de la versión acústica de "I Just Died Like An Aviator" de Matthew Ryan.

## NHdocs: the New Haven Documentary Film Festival
En 2014, Bechard cofundó NHdocs: el Festival de Cine Documental de New Haven, que codirige con el profesor de Estudios de Medios y Cine de Yale, Charles Musser. El festival se amplió de un día de proyección de cuatro películas en 2014 a tres días y más de 20 películas en 2015. En 2016, el festival se amplió a 11 días y mostró más de 40 películas, incluida Who is Lydia Loveless? seguido de una actuación acústica en solitario de Lydia Loveless. La versión 2017 del festival contó con más de 80 películas y un homenaje al legendario D. A. Pennebaker. En 2018, el festival contó con homenajes a Amy Berg, Su Friedrich y Sheila Nevins de HBO. Mientras que en 2019, la sexta edición presentó más de 100 películas, incluida Pizza, A Love Story y un tributo de fin de semana al documentalista Michael Moore, con Moore presente y siendo entrevistado sobre su trabajo por sus amigos Peter Davis, D. A. Pennebaker y Chris. Hegedus. El festival proyectó siete de sus películas más famosas, entre ellas Roger & Me, Bowling for Columbine, ¿Qué invadimos ahora?, Fahrenheit 9/11 y Fahrenheit 11/9. En 2020, el festival se trasladó a agosto debido a la COVID-19, pero aun así se proyectaron más de 120 películas en línea y en persona, y también incluyó una competencia estudiantil, un desafío cinematográfico en cuarentena, talleres, preguntas y respuestas y un tributo a Johnny Cash. En su segundo año devastado por la Covid, y en su octava edición, en 2021 NHdocs proyectó más de 120 películas en línea y en persona, y una vez más incluyó un concurso de estudiantes, talleres en línea, preguntas y respuestas, una proyección de la película "From the Left Hand" con la actuación de su protagonista Norman Malone, y un homenaje a la cineasta feminista Beth B con la actuación en directo de Lydia Lunch.

## Vida personal
Bechard ha estado casado con Kristine M Covello desde 1992. Viven en Connecticut con sus dos perros, Springsteen y Dylan.

## Filmografía

### Películas
- 1983: Disconnected
- 1987: Galactic Gigolo
- 1987: Psychos in Love
- 1989: Cemetery High
- 2002: The Kiss
- 2005: You Are Alone[90]
- 2009: Friends (With Benefits)[91]
- 2011: Color Me Obsessed[92]
- 2012: What Did You Expect?[93]
- 2013: Broken Side of Time[94]
- 2013: Every Everything: The Music, Life &amp; Times of Grant Hart[95]
- 2015: A Dog Named Gucci[96]
- 2016: Who Is Lydia Loveless?[97]
- 2017: Twenty Questions
- 2018: What it Takes: film en douze tableaux
- 2019: Pizza A Love Story
- 2020: Seniors A Dogumentary
- 2021: The Matchbox Man
- 2021: Where are you, Jay Bennett?
- 2022: Old Friends, A Dogumentary